# 萊克維尤鎮區 (明尼蘇達州卡爾頓縣)
萊克維尤鎮區（英語：Lakeview Township）是位於美國明尼蘇達州卡爾頓縣的一個行政鎮區。

## 地方資料
萊克維尤鎮區的面積為88.98平方千米，當中陸地面積為86.58平方千米，而水域面積為2.40平方千米。根據2020年美國人口普查的數據，當地共有人口207人，而人口密度為每平方千米2.33人。